# Günther Degen
Günther Degen (30 de agosto  de 1917 - 13 de marzo  de 1945) fue un Hauptsturmführer de las Waffen SS durante la Segunda Guerra Mundial y fue galardonado con la Cruz de Caballero de la Cruz de Hierro. La que le fue otorgada al reconocer su valentía extrema en el campo de batalla y su liderazgo militar exitoso para la Alemania nazi durante la Segunda Guerra Mundial. 
El Hauptsturmführer Günther Degen estaba al mando del Batallón I., 11º Regimiento de Gebirgsjäger SS Reinhard Heydrich, 6.ª División de Montaña SS Nord cuando se le concedió la Cruz de Caballero el 7 de octubre de 1944, cuando estaba sirviendo en Finlandia. 
Degen no sobrevivió a la guerra, muriendo en acción el 13 de marzo de 1945.

## Para leer más
- Fellgiebel, Walther-Peer. Die Träger des Ritterkreuzes des Eisernen Kreuzes 1939-1945. Friedberg, Germany: Podzun-Pallas, 2000. ISBN 3-7909-0284-5.
- Mitcham, Jr.Samuel, Retreat to the Reich, Stackpole books 2007. ISBN 0-8117-3384-X
- Henschler Henri & Fay Will, Armor Battles of the Waffen-SS, 1943-45 Stackpole Books, 2003. ISBN 0-8117-2905-2
- Mitcham Samuel, The German Defeat in the East, 1944-45,Stackpole Books, 2007. ISBN 0-8117-3371-8

- Datos: Q2884980
- Multimedia: Günther Degen / Q2884980